# Palazzo Corner della Ca' Granda
Palazzo Corner della Ca' Granda, o Ca' Corner della Ca' Granda, o semplicemente Ca' Corner, è un possente palazzo rinascimentale di Venezia, situato nel sestiere di San Marco ed affacciato sul Canal Grande tra Palazzo Minotto e la Casina delle Rose. È sede della Città metropolitana di Venezia e della Prefettura.

## Storia

Il Canal Grande con il Palazzo Corner, Canaletto

Il fabbricato che sorgeva precedentemente rispetto al palazzo ca' Corner della ca' Granda, era di proprietà della famiglia Malombra. Nel 1478-1480 i Corner lo acquistano dai Malombra, in particolare a Giorgio Corner, figlio di Marco Corner e fratello di Caterina Corner regina di Cipro. Successivamente Piero Aretino, poeta, scrittore e drammaturgo italiano, nota che in una lettera indirizzata a Jacopo Sansovino del 20 novembre 1537 dove si parla del nuovo palazzo veneziano (cui risale il primo collegamento tra l'importante architetto fiorentino e la famiglia Corner), trattava di un edificio a due facce, dove si vede la coesistenza di due tipologie abitative molto difficili da far coniugare: l'abitazione alla Romana e alla Veneziana. Grazie alla piantina e alle informazioni trasmesse da De Barbari, sappiamo che il precedente edificio, si elevava già su tre livelli, ma vi era una discontinuità per quanto riguardava i volumi. Il palazzo dei Malombra aveva un cortile centrale, sul quale si apriva verso sud con un loggiato a quattro assi, con un piccolo orto e con gli alloggi per la servitù. Giorgio Corner acquista l'edificio prima che scoppi l'incendio con l'idea di ampliarlo o ricostruirlo, con questa intenzione nel 1521 acquista anche un terreno adiacente al palazzo. Nel 1527 Giorgio Corner muore, il palazzo e le idee progettuali rimarranno quindi ai quattro figli, il cardinale Francesco, Giovanni, Girolamo e Giacomo. Sarà proprio Giacomo a portare avanti la ristrutturazione, informazione certa, poiché il cardinale Francesco nel 1532 supplica il doge Gritti, al fine di farsi riconsegnare la dote di Caterina regina di Cipro, che ammontava a 61.000 ducati. I Corner, pertanto, propongono la ricostruzione della loro residenza come opera pubblica; a tal fine, verrà chiamato ad esprimersi il consiglio dei Dieci, la cui richiesta ammonterà inizialmente 30.000 ducati. Vi sarà il primo sopralluogo da parte dei giudici del Piovego, a cui seguirà la pubblica autorizzazione con l'inizio dei lavori. Nel 1537 i Corner affidano a Sansovino e a Scarpagnino il compito di sistemare le loro proprietà a Venezia; nel 1543 verrà depositata la stima del palazzo dopo un secondo sopralluogo dei giudici. Nel mentre era morto Giacomo Corner, il quale nel proprio testamento aveva proprio ribadito il suo legame con Jacopo Sansovino, l'eredità varierà nuovamente successivamente alla morte del cardinale Francesco. Nel 1817 il palazzo passò in mano al Demanio dell'impero austriaco e, dal 1866, diventò la sede dell'Amministrazione provinciale, ed in seguito assunse anche il ruolo di sede per la Imperiale Regia Luogotenenza, ovvero la prefettura, ruolo che è rimasto invariato fino ai nostri giorni. 

## Descrizione

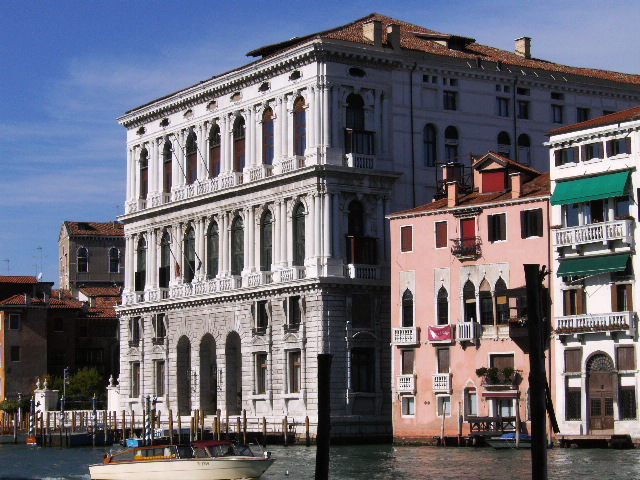
Vista del palazzo di scorcio dal Canal Grande

Contraddistinto da una monumentalità già evidenziato dall'appellativo Ca'Granda, spezza con la sua monumentalità la sequenza dei palazzi limitrofi ed esemplifica l'innovatività del genio del suo progettista, Jacopo Sansovino. Situato in una posizione di prestigio non lontano da Piazza San Marco.
Il palazzo ha una facciata divisa in tre ordini e presenta la classica struttura tripartita veneziana.
Il primo ordine si presenta in pietra d'istria bugnata e contiene tre archi a tutto sesto che danno accesso ad un portico, da entrambi i lati si trovano due edicole con colonne a fasce e una trabeazione composta da fregio con metope e triglifi e un timpano circolare, si conclude poi con i muri di spina.
Il secondo e terzo ordine fanno parte del piano nobile del palazzo che è composto per entrambi da una trifora centrale e due monofore per lato. La trifora è composta da tre archi a tutto sesto inquadrati da semicolonne binate con annesse delle balaustre continue che suggeriscono la precedentemente menzionata struttura tripartita. Le monofore sono anch'esse inquadrate da semicolonne binate ioniche. Inoltre, sia nel secondo che terzo ordine, le chiavi di volta degli archi presentano un protome di una testa umana. Il secondo ordine è separato dal terzo da una trabeazione con fregio decorato. Le finestre e le semicolonne del terzo ordine sono in asse con quello precedente ma presentano, invece dell'ordine ionico, l'ordine corinzio. Infine si presenta un ultimo piano ammezzato che si trova sull'architrave della trabeazione, con anch'essa un fregio decorato.
La pianta è allungata e non definisce una forma centrica, infatti nella parte iniziale è presente il classico tripartito veneziano, che va poi restringendosi verso il lato destro dove verso la fine è presente un piccolo chiostro quadrato interno.

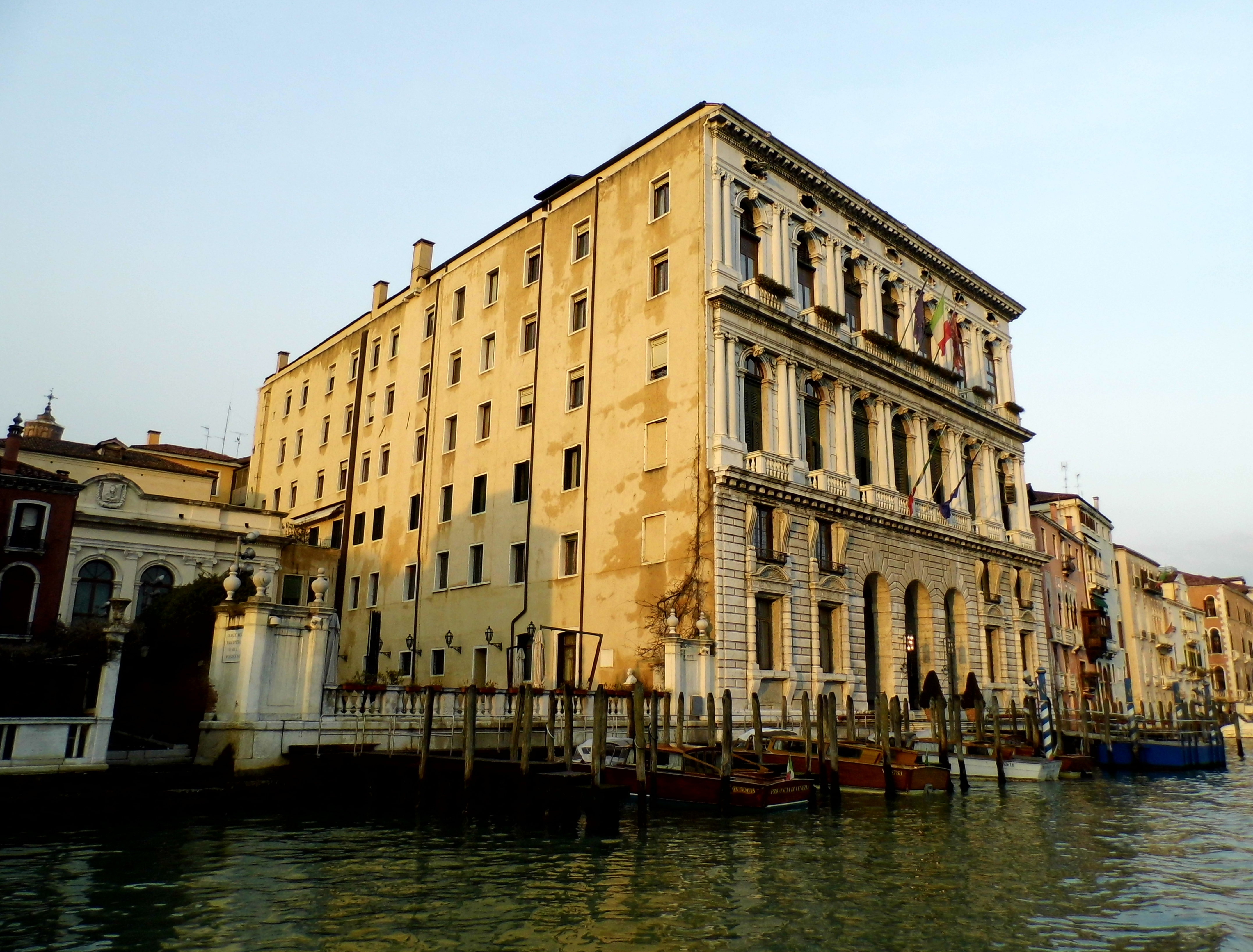
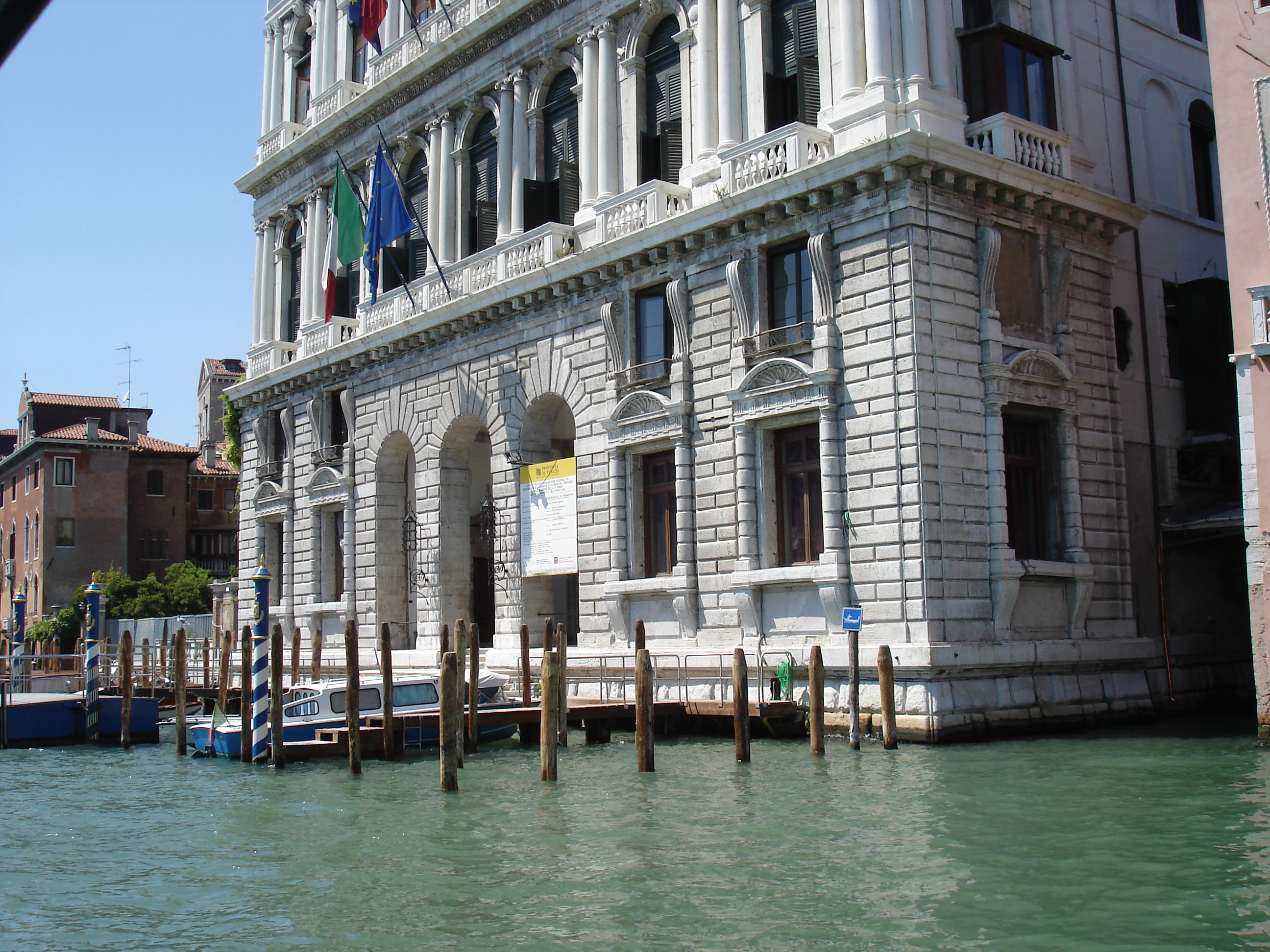
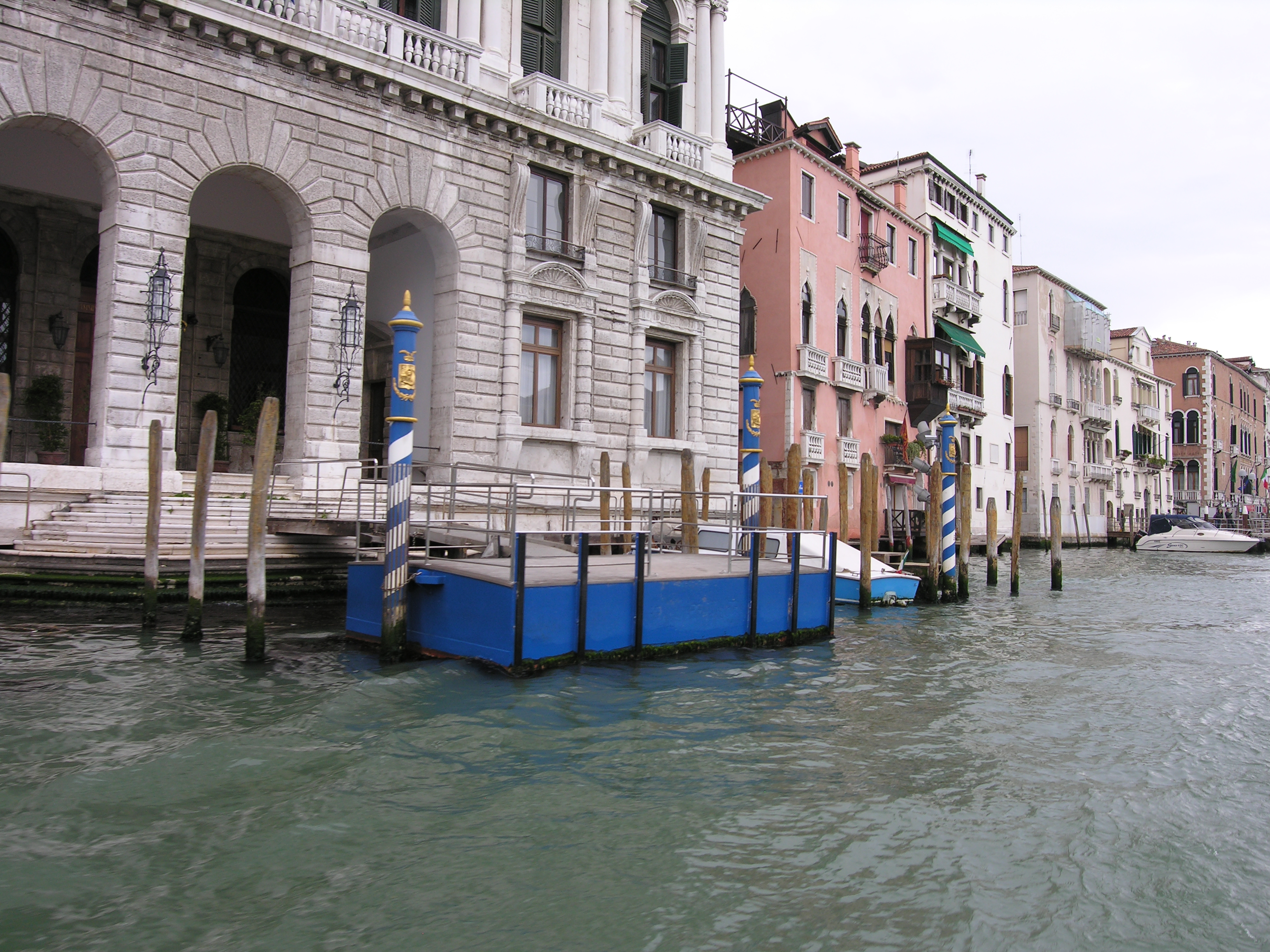
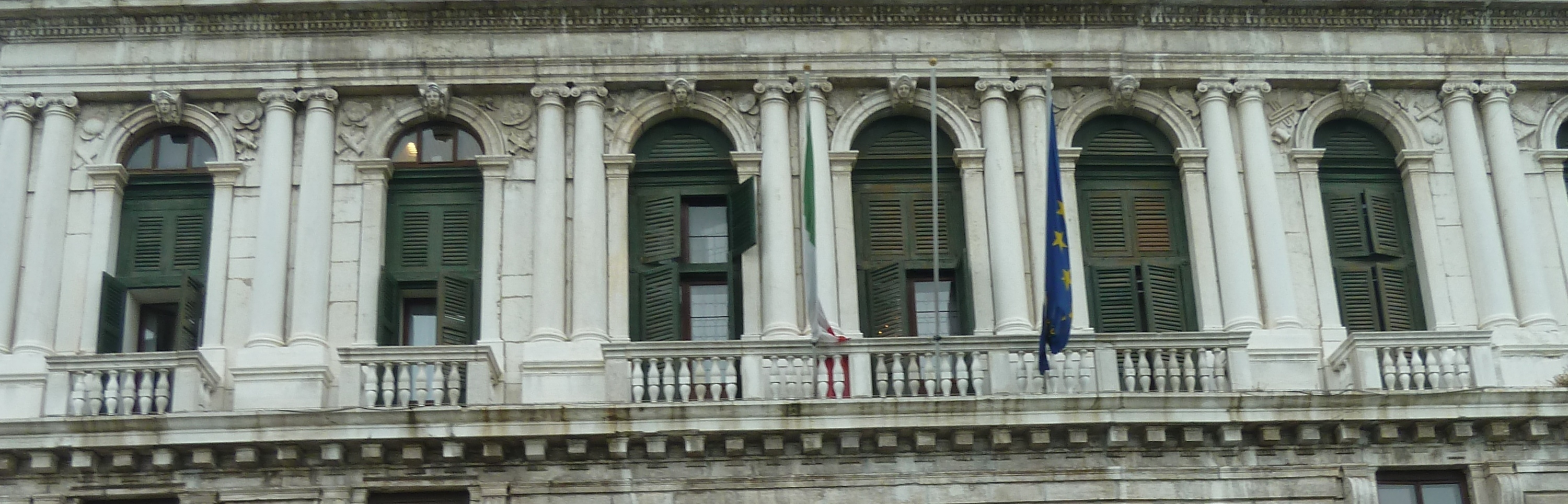